# Dulan

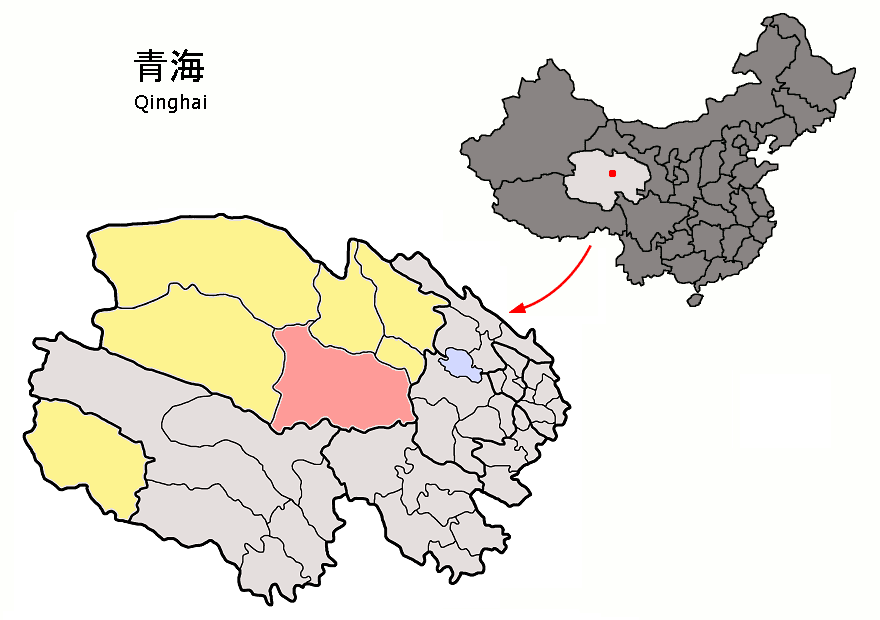
Lage des Kreises Dulan (rosa) im Autonomen Bezirk Haixi der Mongolen und Tibeter (gelb)

Der Kreis Dulan (都兰县; Pinyin: Dūlán Xiàn) ist ein Kreis des Autonomen Bezirks Haixi der Mongolen und Tibeter im Zentrum der chinesischen Provinz Qinghai. Die Fläche beträgt 45.227 Quadratkilometer und die Einwohnerzahl 68.273 (Stand: Zensus 2020). 1999 zählte Dulan 53.329 Einwohner.
Die im Kreis Dulan befindlichen tang-zeitlichen Reshui-Gräber (Reshui muqun) und die bronzezeitliche Tawendaliha-Stätte stehen auf der Liste der Denkmäler der Volksrepublik China.